# Domenico Fulgenzi
Domenico Fulgenzi detto Romano (fl. XVIII secolo) è stato un fantino italiano.
Vinse almeno due volte il Palio di Siena, nella prima metà del XVIII secolo.
Non esiste, tuttavia, una documentazione completa che consenta di ricostruirne integralmente le presenze in Piazza del Campo.

## Vittorie
La prima vittoria accertata di Romano ebbe luogo il 2 luglio 1720, in occasione di una delle carriere più drammatiche nella storia del Palio. La corsa fu disputata da tutte le diciassette contrade e Romano, con il giubbetto del Bruco, vinse su un cavallo a manto morello di proprietà di un certo Paci, di professione oste. Quest'ultimo, sceso sulla pista per celebrare il successo del proprio barbero, fu travolto mortalmente dall'arrivo degli altri cavalli.
Gli animali in corsa uccisero anche un secondo spettatore e ne ferirono altri.
L'episodio indusse la Balìa di Siena a fissare a dieci il numero massimo di contrade partecipanti a una singola carriera, l'adesione alla quale fino a quel momento non era soggetta a limiti.
Romano conquistò, per il Drago, anche il Palio del 2 luglio 1724 in groppa a Colombino.
Secondo due fonti, il Fulgenzi si sarebbe aggiudicato anche le carriere del 16 agosto 1719 per il Bruco (ma ne è accertata la vittoria da parte della Chiocciola con Morino) e del 2 luglio 1727 per la Civetta (tuttavia attribuita ufficialmente a Capanna).

## Presenze al Palio di Siena
Le vittorie sono evidenziate ed indicate in neretto.
| Palio         | Contrada | Cavallo          | Note |
| ------------- | -------- | ---------------- | ---- |
| 2 luglio 1720 | Bruco    | Morello del Paci |      |
| 2 luglio 1724 | Drago    | Colombino        |      |